# Club de Yates El Quisco
El Club de Yates El Quisco es una agrupación social y deportiva nucleada en torno a los deportes náuticos y acuáticos basada en El Quisco, Chile.

## Historia

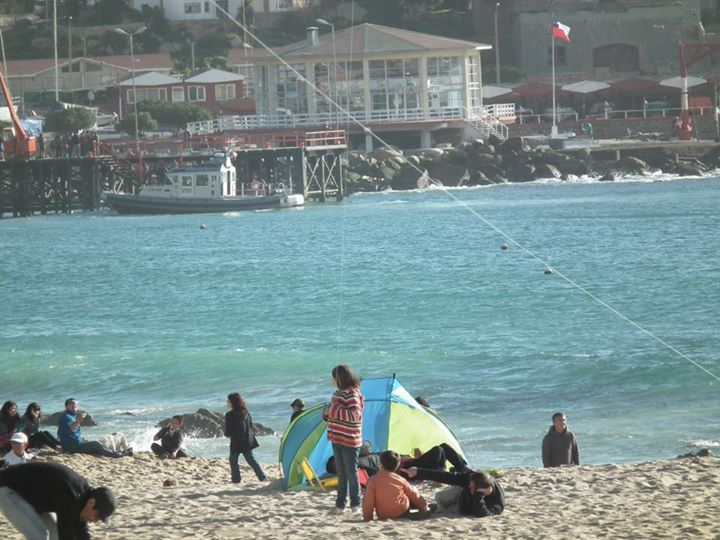
Una patrullera Clase Defender atracando en el muelle de Caleta de Pescadores. Atrás Club de yates El Quisco,

Fue creado por iniciativa de Alfonso Gondeck, con una reunión en su casa el 19 de marzo de 1949 a las 15:00, para desarrollar labores deportivas marítimas que incluían la pesca y el velerismo además de embarcaciones de motor.
Después de un largo cambio de opiniones y teniendo presente lo dispuesto en el Código Civil, en el reglamento N.º 677, publicado el 24 de abril de 1947 por el Ministerio de Defensa Nacional sobre organización de Club de Yates, y lo preceptuado en el reglamento de personalidades Jurídicas, se acordó formar una Corporación denominada “Club de Yates El Quisco” la que se regiría por los Estatutos que fueron discutidos y que merecieron la aprobación de los asistentes a dicha Reunión.

## Actividades deportivas
Su devenir se relaciona con actividades náuticas y actividades sociales. Dentro de las primeras están las actividades de Vela menor, veleros costeros, moto náutica, lanchas a motor, pesca y buceo. Tiene una concesión marítima costera.